# Sorbonne
A Sorbonne Párizs egyik épülete a Latinnegyedben (Quartier Latin). Az épület névadója a 13. századi teológus, Robert de Sorbon volt, aki megalapította a teológiának szentelt Sorbonne kollégiumot a régi párizsi egyetem idején. A Sorbonne nevet használják még az 1793 előtti párizsi egyetem megnevezésére, a 19. században itt székelő karok megnevezésére, valamint az új párizsi egyetem (1896–1971) megnevezésére is.
1970-ben a párizsi egyetemet tizenhárom részre osztották, amelyek közül több is megtartotta nevében a Sorbonne jelölést.

## Elnevezések

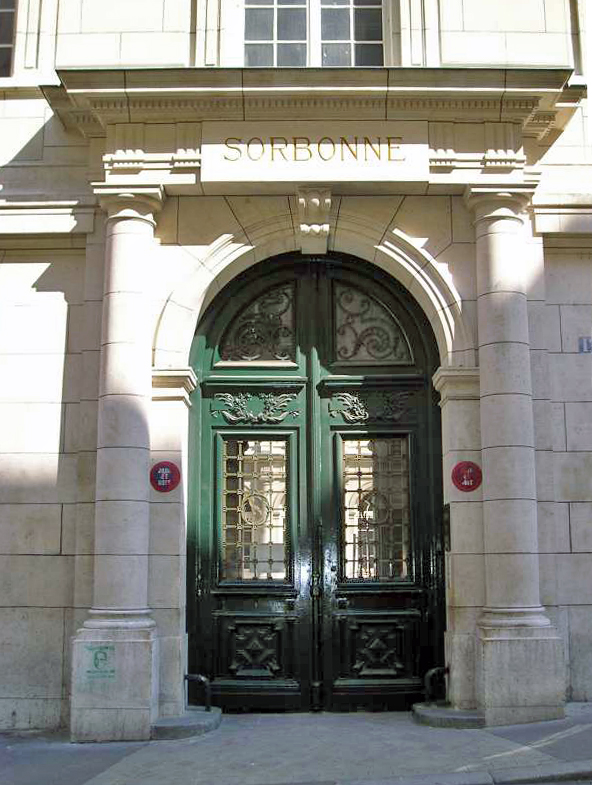
La Sorbonne (Paris-I)

Jelenleg több párizsi egyetem viseli a Sorbonne nevet, illetve a Sorbonne-tól származónak tartja magát:
- Université de Paris I (Panthéon-Sorbonne)
- Université de Paris III (Sorbonne Nouvelle)
- Université de Paris IV (Paris-Sorbonne)
- Université de Paris V (Paris Descartes)

Ez a négy egyetem a történelmi Sorbonne épületeiben kapott helyet.
A fenti intézmények nem tévesztendők össze az alábbiakkal:
- Sorbon kollégium (Ardennes).
- Robert-de-Sorbon Főiskola, La Trimouille székhellyel

## Története
A középkorban a párizsi egyetem az első helyet vívta ki az európai egyetemek között. A 16. század első harmadában már egy kicsit megkopott a régi fénye, mivel sok másik egyetem is nagyon jó hírnévnek örvendett, de a komoly tudományok művelése terén még mindig vezető szerepet játszott.
A városnak csaknem egyharmadát tették ki a különféle kollégiumok, ahol főként a különféle alapítványi ösztöndíjasok vagy a fizető diákok laktak és tanultak. A Szajnától délre eső városrész, a ma is ismert nevén Quartier Latin (Latinnegyed) mintegy 12-15 ezer diáknak nyújtott otthont. A tudományegyetem a teológiai, kánonjogi, orvosi és szabadművészeti karokat foglalta magába. Ez utóbbiban bölcseletet, klasszikus nyelveket és retorikát oktattak. Az egyetem hallgatói nemzetiség szerint elkülönülve laktak és tanultak a különböző kollégiumokban. Négy nemzetiséghez lehetett tartozni: normandiai, picardiai, német és francia. A francia csoportba tartoztak a Párizstól keletre és délre lakó franciák, valamint a spanyolok, portugálok és olaszok.

## A Sorbonne-hoz köthető híres emberek
- Alexandr Aljekhine, sakkvilágbajnok 1927 és 1935 között
- V. Sándor ellenpápa
- Jean-Jacques Ampère történész, André-Marie Ampère fizikus fia
- XVI. Benedek pápa
- Henri Bergson filozófus
- Claude Bernard biológus
- Nicolas Boileau költő
- Émile Borel matematikus
- Ferdinand Buisson Nobel-békedíjas
- Michel Butor író
- Pierre de Coubertin francia sportvezető, a NOB elnöke
- Marie Curie fizikai és kémiai Nobel-díjas fizikus
- Pierre Curie Nobel-díjas fizikus
- Marina Ivanovna Cvetajeva költő
- Simone de Beauvoir író
- Jacques Derrida filozófus
- Mircea Eliade vallástörténész, író
- Moshe Feldenkrais
- Lawrence Ferlinghetti amerikai költő
- Gérard Genette irodalomtudós
- Jean-Luc Godard filmrendező
- Frédéric Joliot-Curie kémiai Nobel-díjas fizikus
- Irène Joliot-Curie kémiai Nobel-díjas fizikus
- Kálvin János teológus
- Claude Lévi-Strauss antropológus
- Loyolai Szent Ignác
- Norman Mailer író
- Roger Martin du Gard író
- François Mauriac író
- Robert Merle író
- Marin Mersenne matematikus és fizikus
- Henri Poincaré matematikus és fizikus
- Raymond Queneau író
- Rotterdami Erasmus filozófus és teológus
- Ibrahim Rugova koszovói albán politikus
- Jean-Paul Sartre író és filozófus
- Jorge Semprún író
- Christoph Schönborn bécsi érsek
- Pierre Teilhard de Chardin filozófus és teológus
- Pierre Elliott Trudeau, Kanada volt miniszterelnöke
- Anne Robert Jacques Turgot államférfi és közgazdász
- François Villon költő
- Elie Wiesel zsidó származású amerikai Nobel-békedíjas író
- Xavéri Szent Ferenc

### A Sorbonne-on tanult magyarok
20. század
- Illyés Gyula (1921) magyar költő, író, drámaíró, műfordító, lapszerkesztő, országgyűlési képviselő, az MTA és a DIA tagja költő
- József Attila (1926–1927)
- Mérei Ferenc (1928–1930) pszichológus, pedagógus, hálózatkutató
- Mendöl Tibor (1930–1935) földrajztudós, az általános településföldrajz úttörője, az MTA tagja
- Köpeczi Béla (1946–1949) művelődés- és irodalomtörténész, az MTA tagja, 1982–1988 között Magyarország művelődési minisztere
- Ambrus Klára (1950–1954) magyar–amerikai gyermekgyógyász, szülész-nőgyógyász, hematológus, farmakológus, az MTA külső tagja
- Karády Viktor (1959–1965) franciaországi magyar szociológus, társadalomtörténész, az MTA tagja